# سالواتوره اپیس
سالواتوره اپیس (انگلیسی: Salvatore Oppes; ۲ نوامبر ۱۹۰۹ – ۸ ژوئن ۱۹۸۷) سوارکار اهل ایتالیا بود.
وی در مسابقات کشوری و بین‌المللی در مجموع برندهٔ ۱ مدال نقره شده‌است.